# Lyocell

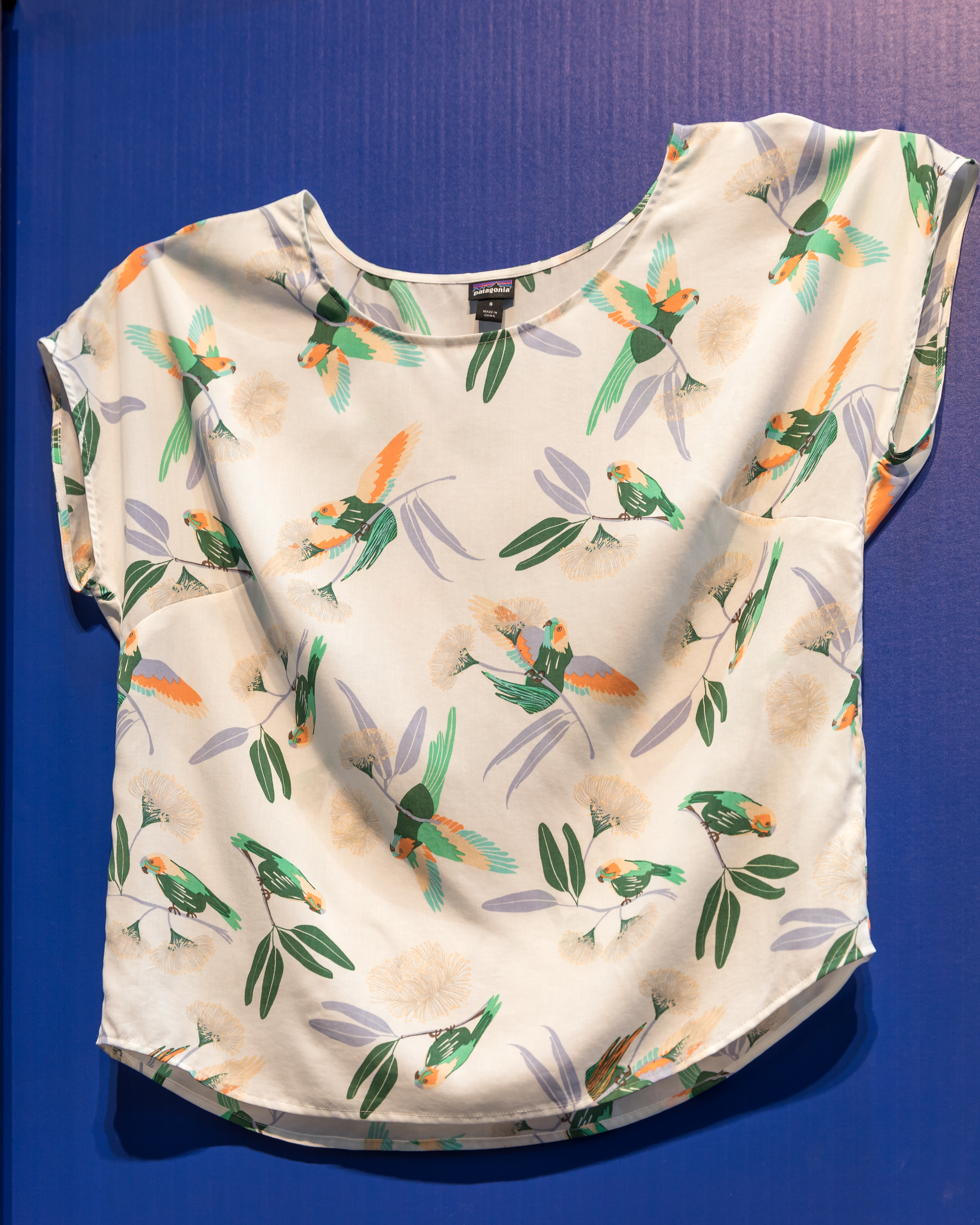
Koszulka wykonana z lyocellu

Lyocell, tencel - forma sztucznego jedwabiu, wykonana z włókien otrzymywanych z masy celulozowej przy użyciu przędzenia na mokro. Został opracowany w 1972 r. przez zespół pracowników nieistniejącego już amerykańskiego zakładu włókien Enka w Karolinie Północnej.
Lyocell ma wiele właściwości wspólnych z innymi włóknami celulozowymi, takimi jak bawełna, len, ramia i inne rodzaje sztucznego jedwabiu. Włókna lyocell są miękkie, chłonne, bardzo mocne na mokro i na sucho oraz odporne na gniecenie. Materiał Lyocell można prać zarówno w pralce automatycznej jak i chemicznie. Może być farbowany na wiele kolorów. Dobrze się układa i może symulować różne tekstury, takie jak zamsz, skóra i jedwab.
Lyocell jest droższy w produkcji niż bawełna i wiskoza. Jest stosowany w wielu tkaninach codziennego użytku: włókna cięte w materiałach takich jak dżins, chino, bielizna i ręcznikach, natomiast dłuższe i gładsze włókna ciągłe stosowane są w produktach takich jak odzież damska i koszule męskie. Lyocell można mieszać z wieloma innymi włóknami, takimi jak jedwab, bawełna, sztuczny jedwab, poliester, len, nylon i wełna. Lyocell jest również stosowany w przenośnikach taśmowych i opatrunkach medycznych.